# Frits Damrow
Frits Damrow (* 3. Juni 1960 in Landgraaf) ist ein niederländischer Trompeter.

## Schaffen
Frits Damrow hatte unter anderem Unterricht bei James Stamp, Pierre Thiebaud und Thomas Stevens.
Bereits als 21-Jähriger wurde er zum Solotrompeter des Radio-Symphonieorchester der Niederlande berufen.
Nach neun Jahren bei diesem Orchester gewann er das Probespiel für die Position des Solotrompeters im Koninklijk Concertgebouw Orkest in Amsterdam. Diese Position hatte er von 1991 bis 2010 inne. Von 1993 bis 2010 war er außerdem Professor für Trompete am Conservatorium van Amsterdam.
Seit 2009 ist Damrow Professor für Trompete an der Zürcher Hochschule der Künste.

## Veröffentlichungen
Frits Damrow veröffentlichte diverse Etüden und Werksammlungen, unter anderem beim niederländischen Verlag De Haske. Sein Werk für Trompeter Shape Up for Trumpet Players erschien 2019 in zweiter Auflage beim Verlag Alupine Music.